# Sophta olivata
Sophta olivata är en fjärilsart som beskrevs av George Francis Hampson 1902. Sophta olivata ingår i släktet Sophta och familjen nattflyn. Inga underarter finns listade i Catalogue of Life.